# ウェイン・テイラー
ウェイン・ティラー (Wayne Taylor､ 1956年7月15日 - )は、南アフリカのレーシングドライバー及び、ウェイン・テイラー・レーシングのチーム・オーナーである。
ユナイテッド・スポーツカー選手権やル・マン24時間レースやデイトナ24時間レースなどの耐久レースで活躍した。

## レース戦績

### スポーツカー

#### ル・マン24時間レース
| ル・マン24時間レース 結果 | ル・マン24時間レース 結果                     | ル・マン24時間レース 結果                             | ル・マン24時間レース 結果                | ル・マン24時間レース 結果 | ル・マン24時間レース 結果 | ル・マン24時間レース 結果 | ル・マン24時間レース 結果 |
| 年                        | チーム                                        | コ・ドライバー                                        | 使用車両                                 | クラス                    | 周回                      | 順位                      | クラス 順位               |
| ------------------------- | --------------------------------------------- | ----------------------------------------------------- | ---------------------------------------- | ------------------------- | ------------------------- | ------------------------- | ------------------------- |
| 1987年                    | ポルシェ・クレマー・レーシング                | フランツ・コンラット ジョージ・フーシェ               | ポルシェ・962C                           | C1                        | 327                       | 4位                       | 4位                       |
| 1988年                    | コスミック・GPモータースポーツ                | コスタス・ロス エヴァン・クレメンス                   | スパイス・SE87C-フォード                 | C2                        | 145                       | DNF                       | DNF                       |
| 1989年                    | スパイス・エンジニアリング                    | ソーキルド・サイリング ティム・ハーベイ               | スパイス・SE89C-フォード                 | C1                        | 150                       | DNF                       | DNF                       |
| 1990年                    | チーム・シュパン オムロン・レーシング         | ハーレイ・ヘイウッド リカルド・リデル                 | ポルシェ・962C                           | C1                        | 332                       | 12位                      | 12位                      |
| 1991年                    | チーム・サラミン・プリマガス チーム・シュパン | ハーレイ・ヘイウッド ジェームス・ウィーバー           | ポルシェ・962C                           | C2                        | 316                       | NC                        | NC                        |
| 1992年                    | ブリティッシュ・レーシング・モータース        | ハリ・トイヴォネン リチャード・ジョーンズ             | BRM・P351                                | C1                        | 20                        | DNF                       | DNF                       |
| 1993年                    | ポルシェ・クレマー・レーシング                | ユルゲン・ラシック ジョバンニ・ラバッジ               | ポルシェ・962CK6                         | C2                        | 328                       | 12位                      | 7位                       |
| 1996年                    | ライリー&スコット・カーズ                     | スコット・シャープ ジム・ペース                       | ライリー&スコット・Mk.III-オールズモビル | WSC                       | 157                       | DNF                       | DNF                       |
| 1997年                    | NISMO TWR                                     | マーティン・ブランドル ヨルグ・ミューラー             | 日産・R390 GT1                           | GT1                       | 139                       | DNF                       | DNF                       |
| 1998年                    | ドイル-リシ・レーシング                       | エリック・ヴァン・デ・ポール フェルミン・ベレス       | フェラーリ・333SP                        | LMP1                      | 332                       | 8位                       | 1位                       |
| 2000年                    | チーム・キャデラック                          | マックス・アンジェレッリ エリック・ヴァン・デ・ポール | キャデラック・ノーススター・LMP          | LMP900                    | 287                       | 22位                      | 12位                      |
| 2001年                    | DAMS                                          | マックス・アンジェレッリ クリストフ・タンソー         | キャデラック・ノーススター・LMP01        | LMP900                    | 270                       | 15位                      | 5位                       |
| 2002年                    | チーム・キャデラック                          | マックス・アンジェレッリ クリストフ・タンソー         | キャデラック・ノーススター・LMP02        | LMP900                    | 345                       | 9位                       | 8位                       |

#### デイトナ24時間レース
| デイトナ24時間レース 結果 | デイトナ24時間レース 結果                    | デイトナ24時間レース 結果                                                | デイトナ24時間レース 結果                | デイトナ24時間レース 結果 | デイトナ24時間レース 結果 | デイトナ24時間レース 結果 | デイトナ24時間レース 結果 |
| 年                        | チーム                                       | コ・ドライバー                                                           | 使用車両                                 | クラス                    | 周回                      | 順位                      | クラス 順位               |
| ------------------------- | -------------------------------------------- | ------------------------------------------------------------------------ | ---------------------------------------- | ------------------------- | ------------------------- | ------------------------- | ------------------------- |
| 1989年                    | ADAエンジニアリング                          | イアン・ハロウアー イアン・フルックス スタンレー・ディケンズ             | ADA・03-コスワース                       | GTP                       | 88                        | DNF                       | DNF                       |
| 1992年                    | トム・ミルナー・レーシング                   | ジェフ・プルナー ヒューズ・フラー 松田秀士                               | スパイス・SE89P-シボレー                 | GTP                       | 213                       | DNF                       | DNF                       |
| 1994年                    | ダウニング・アトランタ                       | ヒューズ・フラー チャールズ・モーガン ジム・ダウニング                   | クズ・DG-3-マツダ                        | WSC                       | 650                       | 10位                      | 2位                       |
| 1995年                    | モモ・コルセ                                 | ジャンピエロ・モレッティ エリセオ・サラザール ディディアー・セイス       | フェラーリ・333SP                        | WSC                       | 467                       | DNF                       | DNF                       |
| 1996年                    | ドイル・レーシング                           | スコット・シャープ ジム・ペース                                          | ライリー&スコット・Mk.III-オールズモビル | WSC                       | 697                       | 1位                       | 1位                       |
| 1997年                    | ドイル・レーシング ライリー&スコット・カーズ | スコット・シャープ エリック・ヴァン・デ・ポール                          | ライリー&スコット・Mk.III-オールズモビル | WSC                       | 427                       | DNF                       | DNF                       |
| 1998年                    | ドイル・リシ・レーシング                     | エリック・ヴァン・デ・ポール フェルミン・ベレス                          | フェラーリ・333SP                        | CA                        | 225                       | DNF                       | DNF                       |
| 1999年                    | ドイル・リシ・レーシング                     | ディディエ・デ・ラディゲス マックス・アンジェレッリ アラン・マクニッシュ | フェラーリ・333SP                        | CA                        | 706                       | 2位                       | 2位                       |
| 2000年                    | チーム・キャデラック                         | マックス・アンジェレッリ エリック・ヴァン・デ・ポール                    | キャデラック・ノーススター・LMP          | SR                        | 637                       | 14位                      | 3位                       |
| 2004年                    | サントラスト・レーシング                     | マックス・アンジェレッリ エマニュエル・コラール                          | ライリー・Mk. XI-ポンティアック          | DP                        | 508                       | 8位                       | 8位                       |
| 2005年                    | サントラスト・レーシング                     | マックス・アンジェレッリ エマニュエル・コラール                          | ライリー・Mk. XI-ポンティアック          | DP                        | 710                       | 1位                       | 1位                       |
| 2006年                    | サントラスト・レーシング                     | マックス・アンジェレッリ エマニュエル・コラール ライアン・ブリスコー     | ライリー・Mk. XI-ポンティアック          | DP                        | 123                       | DNF                       | DNF                       |
| 2007年                    | サントラスト・レーシング                     | マックス・アンジェレッリ ヤン・マグヌッセン ジェフ・ゴードン             | ライリー・Mk. XI-ポンティアック          | DP                        | 666                       | 3位                       | 3位                       |
| 2008年                    | サントラスト・レーシング                     | マックス・アンジェレッリ マイケル・ヴァリアンテ リッキー・テイラー       | ライリー・Mk. XI-ポンティアック          | DP                        | 687                       | 5位                       | 5位                       |
| 2009年                    | サントラスト・レーシング                     | マックス・アンジェレッリ ペドロ・ラミー ブライアン・フリッセル           | ダラーラ・DP01-フォード                  | DP                        | 735                       | 4位                       | 4位                       |
| 2010年                    | サントラスト・レーシング                     | マックス・アンジェレッリ ペドロ・ラミー リッキー・テイラー               | ダラーラ・DP01-フォード                  | DP                        | 711                       | 6位                       | 6位                       |
| 2014年                    | ウェイン・テイラー・レーシング               | マックス・アンジェレッリ リッキー・テイラー ジョーダン・テイラー         | コヨーテ・コルベットDP                   | P                         | 695                       | 2位                       | 2位                       |